# Challenger de Liberec 2021
El torneo Svijany Open 2021 fue un torneo profesional de tenis. Perteneció al ATP Challenger Series 2021. Se disputó en su 8ª edición sobre superficie tierra batida, en Liberec, República Checa entre el 2 y el 8 de agosto de 2021.

## Jugadores participantes del cuadro de individuales
| Favorito | País                        | Jugador                 | Rank1 | Posición en el torneo |
| -------- | --------------------------- | ----------------------- | ----- | --------------------- |
| 1        | Bandera de República Checa  | Jiří Veselý             | 86    | Baja                  |
| 2        | Bandera de los Países Bajos | Tallon Griekspoor       | 107   | Primera ronda         |
| 3        | Bandera de Polonia          | Kamil Majchrzak         | 113   | Cuartos de final      |
| 4        | Bandera de Eslovaquia       | Andrej Martin           | 116   | Primera ronda         |
| 5        | Bandera de los Países Bajos | Botic van de Zandschulp | 126   | Semifinales           |
| 6        | Bandera de Australia        | Marc Polmans            | 144   | Cuartos de final      |
| 7        | Bandera de República Checa  | Tomáš Macháč            | 148   | FINAL                 |
| 8        | Bandera de Eslovaquia       | Alex Molčan             | 150   | CAMPEÓN               |

- 1 Se ha tomado en cuenta el ranking del 26 de julio de 2021.

### Otros participantes
Los siguientes jugadores recibieron una invitación (wild card), por lo tanto ingresan directamente al cuadro principal (WC):
- Jonáš Forejtek
- Dalibor Svrčina
- Michael Vrbenský

Los siguientes jugadores ingresan al cuadro principal tras disputar el cuadro clasificatorio (Q):
- Evan Furness
- Nikola Milojević
- Alexander Ritschard
- Daniel Siniakov

## Campeones

### Individual Masculino
- Alex Molčan derrotó en la final a  Tomáš Macháč, 6–0, 6–1

### Dobles Masculino
- Roman Jebavý /  Igor Zelenay derrotaron en la final a  Geoffrey Blancaneaux /  Maxime Janvier, 6–2, 6–7(6), [10–5]